# Балуков, Николай Михайлович
Николай Михайлович Балуков (16 июня 1922, д. Зяблово, Юрьевецкий район, Ивановская область — 7 ноября 1943, с. Крюковщина, Киево-Святошинский район, Киевская область) — Герой Советского Союза, командир пулемётной роты 529-го стрелкового полка 163-й стрелковой дивизии 38-й армии Воронежского фронта, старший лейтенант.

## Биография
Родился в 1922 году в деревне Зяблово ныне Юрьевецкого района Ивановской области в семье крестьянина. Русский. Член ВКП(б) с 1942 года. Окончил неполную среднюю школу. Работал мотористом, воспитателем колонии несовершеннолетних преступников в Юрьевецком районе.
В Красной Армии с первых дней Великой Отечественной войны. В 1941 году рядовой Балуков сражался под Ленинградом. С первых дней проявил мужество и отвагу. В восемнадцать лет был награждён медалью «За отвагу». В числе лучших бойцов был послан на курсы командного состава.
По окончании курсов в конце 1942 года младший лейтенант Балуков прибыл в 529-го стрелковый полк и получил под своё командование пулемётную роту. Под его командованием рота участвовала в освобождении Орла, Харькова, Полтавы. Затем вышла к Днепру.
1 октября 1943 года пулемётная рота Балукова в числе первых переправилась на правый берег Днепра южнее Киева. Захватив плацдарм, бойцы удерживала его до подхода батальона. Командир роты умело руководил боем, отбив несколько контратак, лично уничтожил 14 фашистов и расчёт станкового пулемёта.
Указом Президиума Верховного Совета СССР от 29 октября 1943 года за успешное форсирование реки Днепр и проявленные при этом отвагу и мужество старшему лейтенанту Балукову Николаю Михайловичу присвоено звание Героя Советского Союза с вручением ордена Ленина и медали «Золотая Звезда».
Но герой не успел получить заслуженную награду. Наступление продолжалось и в одном из боев 7 ноября 1943 года старший лейтенант Балуков погиб.
Останки героя найдены были уже после войны в селе Крюковщина.
Похоронен в городе Вишневом Киево-Святошинского района Киевской области (Украинская ССР), где установлен обелиск Герою.

## Награды
Награждён орденами Ленина, Отечественной войны 2 степени, медалью «За отвагу».

## Память
- В селе Крюковщина Киево-Святошинского района установлена мемориальная доска, его именем названы улицы в селе Крюковщина и в городе Вишнёвом Киевской области (Украина).
- Памятник герою также установлен на родине в селе Михайлове Ивановской области.
- Мемориальная доска в память о Балукове установлена Российским военно-историческим обществом на школе в селе Елнать, где он учился.